# Матисяху
Матю Пол Милър (на английски: Matthew Paul Miller, р. 30 юни 1979 г.), известен с неговото име на иврит и артистичен псевдоним Матисяху (Matisyahu (מתּתיהו)), е американски певец с еврейски произход. Той пее реге, рап, бийтбокс и алтернативен рок.
Матисяху е известен със смесването на ортодоксални еврейски музикални мотиви със звуци от реге, рок и хип-хоп бийтбокс. Сингълът му от 2005 г. „Крал без корона“ (King Without a Crown) е стигнал до топ 40 в Съединените щати. От 2004 г. той е издал пет студийни албума, както и два албума на живо, два компактдиска с ремикси и два DVD с концерти на живо. В допълнение, Матисяху играе ролята на Цадок в „The Possession“, филм на ужасите, режисиран от Оле Борнедал и копродуциран от Сам Рейми. През кариерата си Матисяху е работил с Бил Ласуел, реге продуцентите Sly & Robbie и Kool Kojak.